# 柴田勝治 (建築技術者)
柴田 勝治（しばた かつよし、1859年 - 没年不明）は、明治時代の日本の建築技術者。建築設計者。

## 略歴
明治宮殿造営組織における図工の採用状況と堂宮大工の参加経緯（小沢朝江「相模国大山大工・手中家の日記から」(日本近代:作家論(3),建築歴史・意匠,2012年度大会(東海)学術講演会・建築デザイン発表会)『学術講演梗概集 2012(建築歴史・意匠)』日本建築学会、2012年9月、pp.143-144,）によると当初は製図工であったが，のちに臨時建築局雇・内務技手。1887年（明治20年）に臨時建築局雇となる。その後、同局技手見習。
その後、内務省技手見習として海軍省庁舎、海軍大臣官舎、仮議院の工事に参加。
のち宮内省内匠寮技手となり、1885年（明治18年）、皇居御造営事務局雇となる。
1892年（明治25年）宮内省内匠寮技手となり、監査課勤務となった。
また1895年（明治28年）竣工の京都帝室博物館の工事を担当した。